# Lioua
Lioua est une commune de la wilaya de Biskra en Algérie. La ville est sur la rivière Oued Djedi.

## Personnalités
- Aboubaker Djaber el Djazaïri